# Gérard Côté
Gérard Côté, född 26 juli 1913, död 12 juni 1993, var en friidrottare från Kanada. Han deltog vid olympiska sommarspelen 1948.